# Carcelia hemimacquartioides
Carcelia hemimacquartioides là một loài ruồi trong họ Tachinidae.